# Museu de Amsterdã
Museu de Amsterdã (até 2011 chamado de Amsterdams Historisch Museum) é um museu sobre a história de Amsterdã. Desde 1975, está localizado no orfanato da cidade velha, entre Kalverstraat e Nieuwezijds Voorburgwal. Devido à restauração de sua sede, o museu ocupa temporariamente o prédio de número 51 à margem do Rio Amstel, ao lado do Museu H'ART (ex-Hermitage Amsterdam).
O museu abriu em 1926 no Waag, um dos portões da cidade do século XV de Amsterdã. Foi localizado desde 1975 em um prédio originalmente construído em 1580 como orfanato municipal de Amsterdã. O prédio foi ampliado por Hendrick de Keyser e seu filho Pieter de Keyser, depois reconstruído por Jacob van Campen em 1634. O orfanato operou neste edifício até 1960.